# Leslie Denniston
Leslie Denniston (San Francisco, 19 maggio 1950) è un'attrice e cantante statunitense, attiva in campo teatrale e televisivo.

## Biografia
Leslie Denniston ha fatto il suo debutto sulle scene nel 1976 nel musical Shenandoah a Broadway, dove tornò a recitare nel 1980 in Happy New Year (una performance che le valse il Theatre World Award) e nel 1981 nel dramma To Grandmother's House We Go. Dopo aver recitato nella produzione canadese di Pippin con Ben Vereen, cominciò a lavorare in televisione durante gli anni ottanta, comparendo nella soap opera Sentieri e in altre serie televisive.
Nel 1990 recitò per l'ultima volta a Broadway nel musical City of Angels e l'anno successivo si unì al tour statunitense dello spettacolo. Negli anni novanta recitò in produzioni regionali a Sheffield, East Haddam e St Louis, ricoprendo ruoli da protagonista nei musical A Little Night Music (1998 e 2001), Follies (2005), Il re ed io (2006) e La Bella e la Bestia (2010).
È sposata con l'attore Don Hastings dal 1980 e la coppia ha avuto una figlia, Katharine Scott Hastings, nata nel 1982.

## Filmografia

### Cinema
- Pride and Glory - Il prezzo dell'onore (Pride and Glory), regia di Gavin O'Connor (2008)

### Televisione
- Così gira il mondo - serie TV, 2 episodi (1956–1991)
- I Ryan - serie TV, 2 episodi (1980)
- Sentieri - serie TV, 4 episodi (1986–1987)
- Quando si ama - serie TV, 20 episodi (1989)
- Law & Order - I due volti della giustizia - serie TV, 5 episodi (1994–2006)
- ABC Afterschool Specials - serie TV, 1 episodio (1996)
- I Soprano - serie TV, 1 episodio (2000)
- Law & Order: Criminal Intent - serie TV, 1 episodio (2005)
- The Good Wife - serie TV, 1 episodio (2010)
- Blue Bloods - serie TV, 1 episodio (2012)

## Doppiatrici italiane
- Marinella Armagni in Sentieri
- Fabrizia Castagnoli in Quando si ama